# Mark Ricks
Mark G. Ricks (* 4. Juli 1924 in Rexburg, Idaho; † 29. September 2016 ebenda) war ein  US-amerikanischer Politiker. In den Jahren 2006 und 2007 war er Vizegouverneur des Bundesstaates Idaho.

## Werdegang
Mark Ricks wuchs im Madison County auf. Später arbeitete er als Farmer und Rancher. Er baute vor allem Kartoffeln und Getreide an und züchtete Vieh. Seit Ende der 1940er Jahre war er als Mitglied der Republikanischen Partei politisch aktiv, in der er zunächst einige Parteiämter bekleidete. 1976 wurde er nach dem Bruch des Teton-Staudamms in weiteren Kreisen bekannt, als er den Wiederaufbau organisierte. Zwischen 1979 und 1994 saß er im Repräsentantenhaus von Idaho, wo er Vorsitzender bzw. stellvertretender Vorsitzender verschiedener Ausschüsse war. Er war auch Mitglied zahlreicher Vereinigungen und Organisationen in seiner Heimat.
Nach dem Rücktritt von Gouverneur Dirk Kempthorne, der zum US-Innenminister ernannt worden war, trat sein Vizegouverneur Jim Risch verfassungsgemäß seine Nachfolge an. Dieser ernannte Ricks dann zu seinem Nachfolger als Vizegouverneur, der dieses Amt zwischen dem 15. Juni 2006 und dem 1. Januar 2007 ausübte. Im Jahr 2006 verzichtete Ricks auf eine weitere Kandidatur. Stattdessen wurde Risch, der auf eine Wiederwahl als Gouverneur verzichtet hatte, erneut zum Vizegouverneur unter Butch Otter gewählt.
Nach dem Ende seiner Zeit als Vizegouverneur trat Mark Ricks politisch nicht mehr in Erscheinung.